# John Blow
John Blow (Newark-on-Trent, 23 febbraio 1649 – Westminster, 1º ottobre 1708) è stato un organista e compositore inglese.

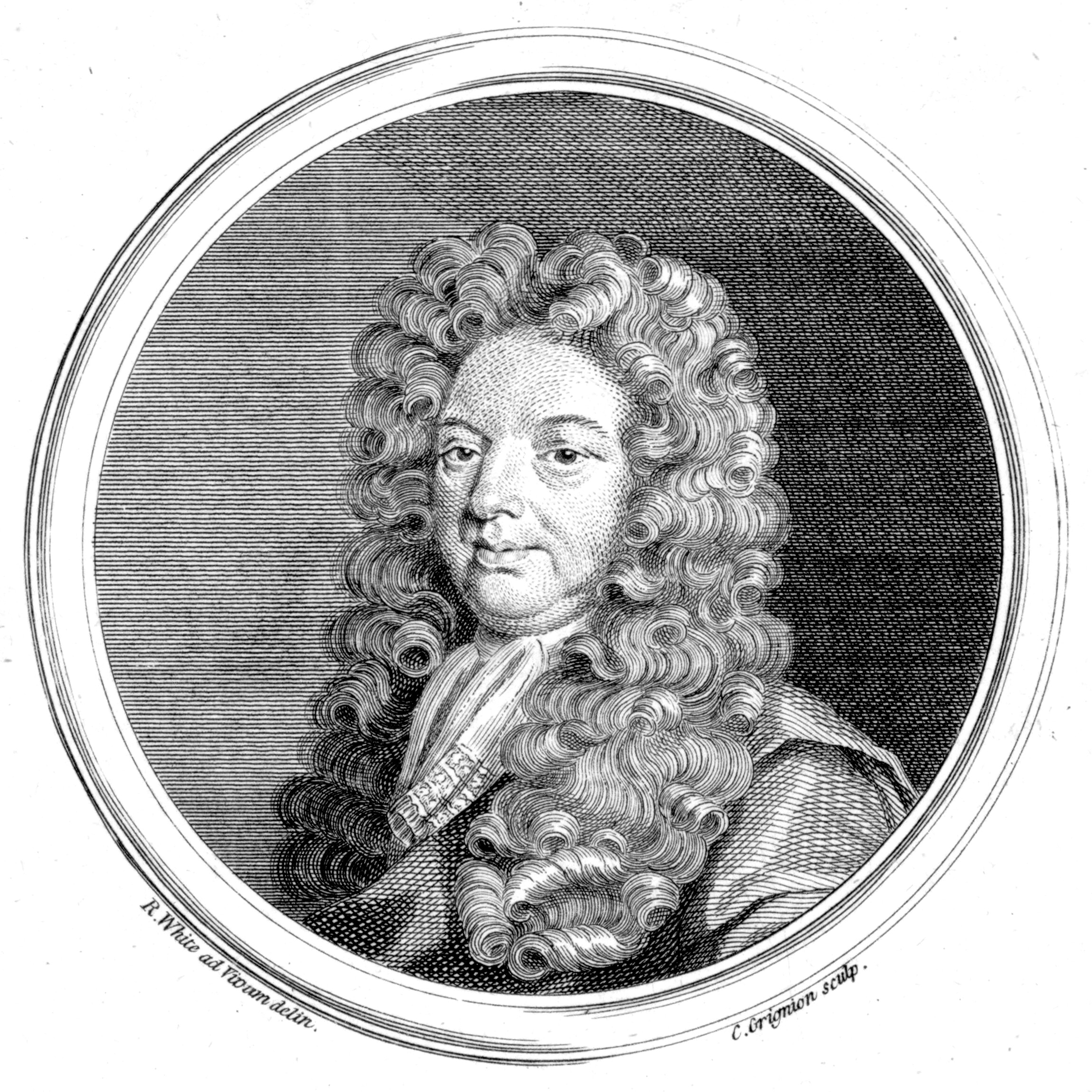
John Blow

Tra i suoi maggiori allievi si citano William Croft e Henry Purcell.

## Vita
Nacque probabilmente a North Collingham nel Nottinghamshire. Divenne ben presto un giovane corista nella cappella reale e si fece notare per la sua attitudine alla musica. Compose precocemente un gran numero di inni; in particolare si ricorda l'inno I will always give thanks in onore di una vittoria sui fiamminghi nel 1665. In quegli anni, su richiesta di
Giacomo II d'Inghilterra compose le musiche per il poema di Roberto Herrick Goe, perjur'd man basato sullo stile di Giacomo Carissimi. Nel 1669 divenne organista all'abbazia di Westminster e nel 1673 divenne gentiluomo della Cappella Reale. Nel settembre di quell'anno sposò Elisabetta Braddock, che morirà di parto dieci anni dopo.
Blow, che dal 1678 era divenuto dottore di musica, fu nominato nel 1685 uno dei maestri privati di Giacomo II. L'unica composizione per il teatro che ci rimane di lui è il Venere ed Adone scritta per il divertimento del re tra il 1680 ed il 1687.
Nel 1687 era stato inoltre nominato organista e maestro di cappella di Santa Margherita in Westminster, riacquistando così potere nel luogo dal quale si era ritirato nel 1680 per far strada all'allievo Purcell. Nel 1689 divenne detentore del primo posto di compositore della Cappella Reale.
Morì il 1º ottobre 1708, nella sua casa nel Broad Sanctuary. Fu seppellito nel cimitero nord di Westminster.

## Opere
Di Blow conosciamo ben 14 lavori sacri e più di cento inni. Inoltre sono giunte fino a noi numerose Odi per l'anno nuovo (anni 1682, 1683, 1686, 1687, 1688, 1689, 1693, 1694, 1700) ed anche Odi per il giorno di Santa Cecilia (anni 1684, 1691, 1695, 1700).
Inoltre sono note due composizioni per l'incoronazione di James II, alcuni pezzi per cembalo tratti dal Musick's handmaid (1689) di Richard Playford, e una Ode sulla morte di Purcell (1696). 
Nel 1700 pubblicò l'Amphio Anglicus, una raccolta di pezzi a una, due, tre, quattro voci con accompagnamento a basso figurato.
È autore dell'opera Venus and Adonis, registrata su CD Harmonia Mundi (901276) da Nancy Argenta, Lynne Dawson, Stephen Varcoe e l'Orchestra London Baroque diretti da Charles Medlam.
È noto un chant anglicano single in Mi minore che si trova in numerose raccolte.